# Świętobor II de Poméranie
 Świętobór ou Swantibor II de Poméranie  dit « le Calme » (polonais:Świętobor II Spokojny), parfois nommé aussi Swantibor III ou IV, (né vers 1408/1410 mort entre le 12 mai 1432 et le 24 mai 1436) fut duc conjointement duc de Poméranie à Rügen de 1415/1425 à sa mort.

## Biographie
Świętobór/Swantibor est le fils cadet du duc Warcisław VIII de Poméranie et d'Agnès de Saxe-Lauenbourg. Les sources concernant ce prince sont très réduites et ne permettent pas de cerner sa personnalité. Lors de la division du duché de Poméranie-Wolgast 6 décembre 1425 entre les héritiers des frères Barnim VI († 1405) et de Warcisław VIII († 1415) Świętobór/Swantibor en  raison de son âge reste sous la tutelle de son frère aîné Barnim VIII le Jeune dont il devient le corégent dans le duché de Rügen et Barth comme il apparait dans divers documents des 17 décembre 1421, 6 août 1423 et 22 novembre 1428. 
Lorsqu'il exerce ensuite le pouvoir à partir de Rügen il doit  combattre comme son frère Barnim VIII, les cités de Poméranie qui se sont rangées aux côtés de la Ligue hanséatique contre son parent Éric de Poméranie roi de l'union de Kalmar. La date précise de sa mort est inconnue. Il est mentionné pour la dernière dois lors de son séjour à Parme, le 12 mai 1432 et un acte de son frère du 24 mai 1436 indique qu'il était décédé à cette date. Edward Rymar a conclu que la mort du prince se place en 1432 car dans les documents  des
années 1432 à 1434, délivrés par Barnim VIII il se proclame prince à Stralsund, probablement du fait de la disparition de Świętobór II de Poméranie.
Après sa mort célibataire il est inhumé dans le cloitre de l'abbaye cistercienne de Neuenkamp.